# 劉忠 (永樂舉人)
劉忠（14世紀—15世紀），字良弼，南直隸鎮江府丹徒縣人，明朝政治人物。

## 生平
劉忠是永樂二十一年（1423年）癸卯科應天鄉試舉人，正統四年（1439年）任興化府同知，為政平恕讓人懷服，當時朝廷討伐延平山寇，軍隊駐紮於莆田，士卒在市場買魚，烹煮後發現魚內有蛆，鼓譟指是賣魚者下蠱毒，將領打算以軍法處置，他對將領說：「這是魚腹中所產，只是蛆而已，請以水洗淨看清。」急忙拿起魚一啖而盡，將領頓悟後不再責罰賣魚者。

## 引用
1. 1 2  乾隆《鎮江府志·卷三十六·名臣下》：劉忠，字良弼，丹徒人，以永樂癸卯舉於鄉，任興化府同知，政多平恕，人懷服之。正統末朝廷命將征閩寇，軍次於莆，士卒多買魚，甫食割而蛆見咸譟曰：「是蠱我眾矣！」共執其人告帥，帥色變亟令斬之，忠排營門入曰：「非蠱也，蛆也，請以水滌視已。」乃捧之飲而盡，帥悟遂不罪。
2. ↑  《重纂福建通志·卷百三十二·明宦績 興化府》：劉忠，字良弼，丹徒舉人，正統四年同知，時延平山寇起，命大將軍往討道出，於興征卒市魚，烹之蛆見遂大譟，執市魚者誣以蠱毒，帥不問輒行軍法，忠亟排轅語之曰：「此魚腹中所產，非蠱也。」急取啗之，帥悟而止。